# Heribert Wilhelm Becker
Heribert Wilhelm Becker (* 18. Juni 1937 in Dortmund) ist ein deutscher Diplom-Volkswirt und Manager.

## Leben
Heribert Becker studierte Volkswirtschaftslehre an der Albert-Ludwigs-Universität Freiburg und wurde dort 1958 Mitglied der katholischen Studentenverbindung K.D.St.V. Hohenstaufen Freiburg im Breisgau im CV.
Er war Vorstandsmitglied und langjähriger Vorsitzender der Unternehmensgruppe Lehnkering AG in Duisburg.
Er war von 1977 bis 1992 stellvertretender Vorsitzender des Arbeitgeberverbandes der Deutschen Binnenschifffahrt. Von 1989 bis 1997 war er Vizepräsident, von 1997 bis 2001 Präsident der Niederrheinischen Industrie und Handelskammer, ab 2001 deren Ehrenpräsident. Er ist zudem Mitglied im wissenschaftlichen Beirat der Europäischen Verkehrs-Akademie (euva) und deren Vorsitzender seit 1997. Seit 2000 leitet er als Vorsitzender des Präsidiums den Kundenbeirat der Duisburger Hafen AG. Zudem engagierte er sich maßgeblich für die Wiederbelebung der historischen Trasse des Eisernen Rheins, der geplanten Schienenverbindung zwischen den Duisburg-Ruhrorter Häfen mit dem Hafen von Antwerpen. 
1986 wurde der in Mülheim-Speldorf lebende Heribert Becker zum Honorarkonsul des Königreichs Belgien mit Sitz in Köln ernannt; das Amt endete 2007.
2004 erhielt er für seine zahlreichen ehrenamtlichen Engagements das Verdienstkreuz erster Klasse des Verdienstordens der Bundesrepublik Deutschland.